# Fritz Rémond junior
Fritz Rémond junior (9 de octubre de 1902 - 31 de marzo de 1976) fue un actor, director y empresario teatral de nacionalidad alemana.

## Biografía
Nacido en Karlsruhe, Alemania, en el seno de una familia de artistas, su abuela paterna era la cantante Maria Rémond-Heinemann (1831–1902), y su padre Fritz Rémond senior (1864–1936), un conocido tenor, que hasta 1928 fue intendente de la Ópera de Colonia, donde coincidió con Otto Klemperer como director musical. Era sobrino de Fritz Rémond senior el actor y escritor Curt Goetz.
Fritz Rémond junior fue actor en Düsseldorf, en Berlín bajo la dirección de Max Reinhardt, y en el Teatro Nacional de Osnabrück, antes de trabajar como director en Szczecin y Cracovia, y finalmente en 1941 en la Ópera Estatal de Praga. Finalizada la Segunda Guerra Mundial llegó a Bad Tölz como director de un teatro itinerante, mudándose después a Fráncfort del Meno, donde actuó en el Städtische Bühnen. En 1947, a sugerencia de Bernhard Grzimek, Rémond fundó el Kleine Theater im Zoo (actual Teatro Fritz-Rémond), en el Zoo de Fráncfort, y que dirigió hasta su muerte.

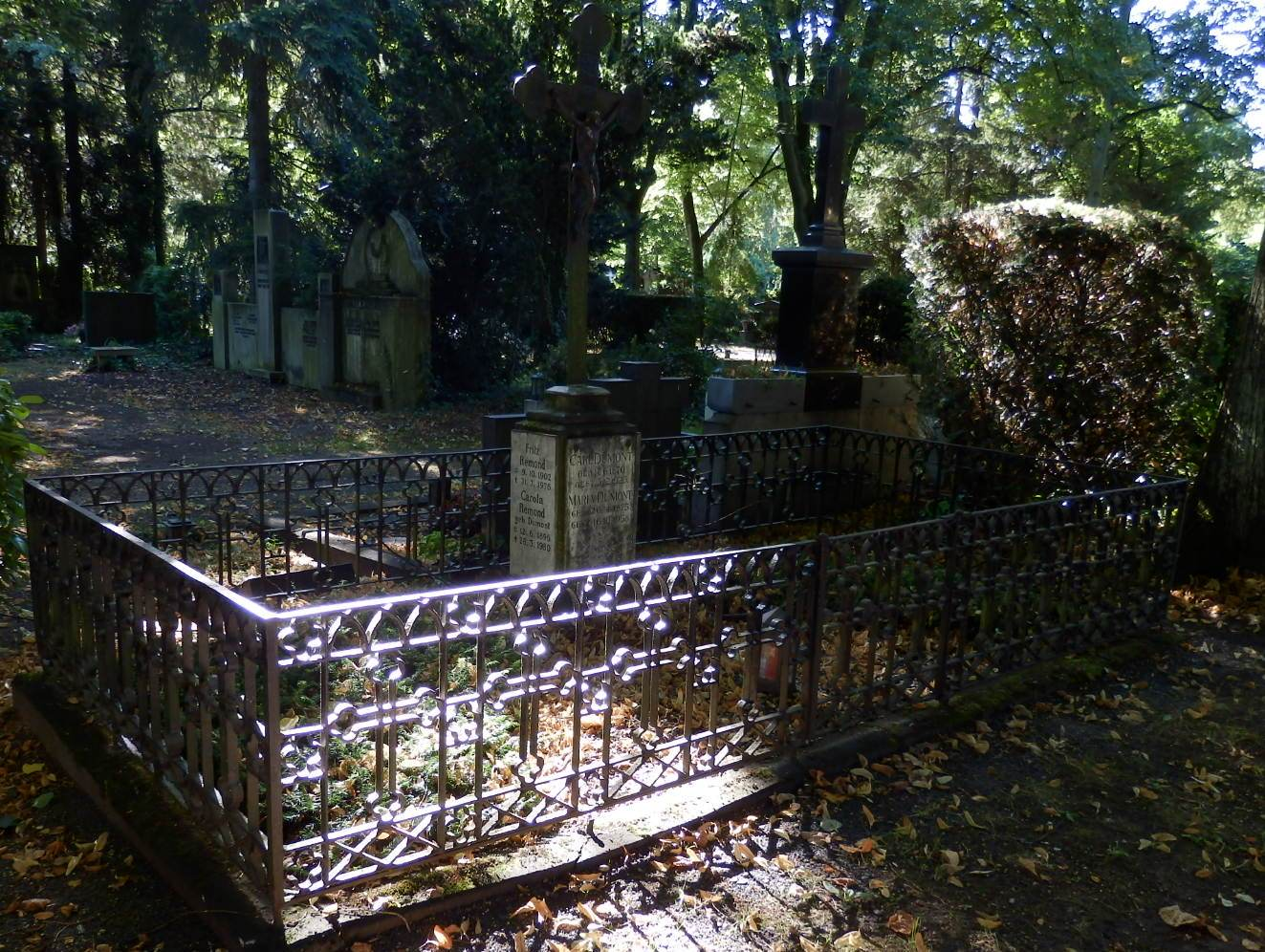
Tumba de la familia Dumont

El Kleine Theater buscaba en sus inicios ponerse al día con respecto a la producción teatral internacional contemporánea, centrándose en los años posteriores cada vez más en el teatro de bulevar. A lo largo de la trayectoria del teatro durante los años 1950 y 1960, Rémond descubrió y promocionó a actores como Boy Gobert, Louise Martini y Hans-Joachim Kulenkampff.
Rémond falleció en 1976, a los 73 años de edad, en Bad Nauheim, Alemania. Fue enterrado en la tumba familiar de su esposa, Carola Dumont (1896–1980), en el Cementerio Melaten, en Colonia.

## Radio (selección)
- 1951 : Theodor Fontane: "Unterm Birnbaum", dirección de Fränze Roloff
- 1952 : Giovanni Boccaccio: "Die Rache", dirección de Wolf Schmidt
- 1953 : William Shakespeare: "El sueño de una noche de verano", dirección de Ulrich Lauterbach
- 1958 : Vladímir Mayakovski: "Die Wanze", dirección de Ulrich Lauterbach
- 1959 : Christopher Isherwood: "Das Praterveilchen", dirección de Wilm ten Haaf
- 1962 : Fiódor Dostoyevski/Ahlsen: "Crimen y castigo", dirección de Hermann Wenninger
- "Die Feuerzangenbowle", con Hans Clarin

## Filmografía (selección)
- 1950 : "Hochzeitsnacht im Paradies"
- 1950 : "Wenn eine Frau liebt"
- 1952 : "Oh, du lieber Fridolin"
- 1953 : "Käpt’n Bay-Bay"
- 1953 : "Staatsanwältin Corda"
- 1955 : "Der Hund im Hirn" (telefilm)
- 1955 : "Die Ratten"
- 1955 : "08/15 in der Heimat"
- 1955 : "Ich war ein hässliches Mädchen"
- 1957 : "Monsieur Lamberthier" (telefilm)
- 1959 : "Immer die Mädchen" (actor y director)
- 1960 : "Mit Himbeergeist geht alles besser"
- 1960 : "Die Rote Hand"
- 1961 : "Bankraub in der Rue Latour"
- 1962 : "Das Leben beginnt um acht"
- 1963 : "Die endlose Nacht"
- 1963 : "Der eingebildete Doktor" (telefilm)
- 1963 : "Doktor Murkes gesammeltes Schweigen" (telefilm)

## Premios
- 1970 : Placa de honor de la Ciudad de Fráncfort del Meno